# Rhesus Glacier
Rhesus Glacier är en glaciär i Västantarktis, belägen 139 meter över havet. Argentina, Chile och Storbritannien gör alla anspråk på området. 
Terrängen runt Rhesus Glacier är bergig västerut, men österut är den kuperad. Havet är nära Rhesus Glacier åt sydost.